# Sistematika
Biološka sistematika pomeni preučevanje raznolikosti življenja v sedanjosti in preteklosti ter razmerij med živimi bitji skozi čas. Z drugimi besedami, sistematika poskuša razumeti evolucijsko zgodovino življenja na Zemlji.
Izraz »sistematika« se včasih uporablja kot sopomenka »taksonomije« in ga tudi napačno zamenjujejo z »znanstveno klasifikacijo«. V resnici pa se taksonomija ukvarja z opisovanjem, razpoznavanjem, razvrščanjem in poimenovanjem organizmov, »klasifikacija« pa se osredotoča na uvrščanje organizmov v skupine, ki kažejo na njihova razmerja do drugih organizmov. Vse te biološke discipline se lahko ukvarjajo z živečimi ali že izumrlimi organizmi. Vendar pa se sistematika ukvarja posebej z razmerji skozi čas, zato se močno opira na fosilne ostanke.
Sistematika kot glavno orodje pri razumevanju organizmov uporablja taksonomijo, saj ni o razmerjih organizma do drugih živih bitij brez ustreznega preučevanja in zadosti natančnega opisa za ustrezno identifikacijo in klasifikacijo reči ničesar. Znanstvena klasifikacija je pripomoček pri zapisovanju in sporazumevanju med znanstveniki in laiki. Sistematik, znanstvenik, ki se je specializiral v sistematiki, mora zato znati uporabljati obstoječe klasifikacijske sisteme oziroma jih vsaj dovolj dobro poznati, da lahko upraviči, zakaj jih ne uporablja.
Fenetična sistematika preučuje raznolikost živih bitij skozi čas z uporabo morfologije in fiziologije; filogenetska sistematika ali kladistika pa se pri razvrščanju različnih organizmov in njihovih razmerij skozi čas poslužuje apomorfij oziroma evolucijsko novih značilnosti. Sistematika se danes v veliki meri razvija z obširno uporabo molekularne genetike in računalniških programov.
Sistematika je osnova biologije, saj je poznavanje razmerja med organizmom in drugimi živimi bitji temelj za vsakršno preučevanje organizmov. Ker poskuša razložiti raznolikost živih bitij, je pomembna tudi za pravilen pristop k ohranjanju biodiverzitete. Tako si lahko npr. z raziskavo genetske raznolikosti med različimi taksoni rastlin ali živali pomagamo pri dodeljevanju omejenih sredstev za zaščito in ohranitev ogroženih vrst.